# بونانو پیزانو

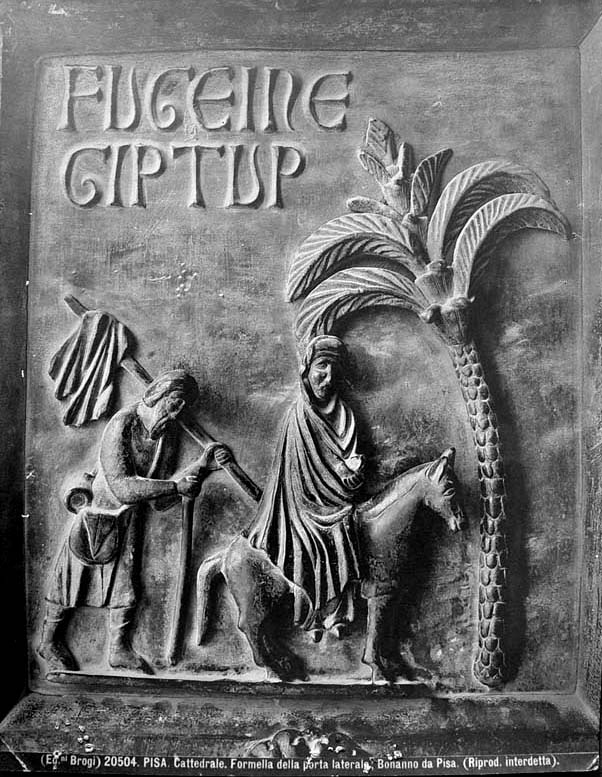
پرواز به مصر در سن رانیری دروازه کلیسای جامع پیزا.

بونانو پیزانو (پیزا)، فعال در دهه ۱۱۷۰ و ۱۱۸۰، یک مجسمه‌ساز ایتالیایی بود، که عناصر بیزانس و کلاسیک را با هم مخلوط می‌کرد. جورجیو وصاری تحقق برج Leaning پیزا را در Vite خود به وی نسبت داد. پیسانو در پیزا متولد شد و بیشتر عمر خود را در آنجا کار کرد. در سال ۱۱۸۰، او به مونره، سیسیل، رفت و درهای کلیسای جامع را قبل از بازگشت به پیزا، جایی که درگذشت، به اتمام رساند. پیسانو در پای برج تکیه گاه، جایی که سارکوفاگ او در آن کشف شد، دفن شد
بین مارس ۱۱۷۹ و مارس ۱۱۸۰، وی برنز Porta Reale از کلیسای جامع پیزا را ایجاد کرد که در آتش ۱۵۹۵ تخریب شد.
بوبانو پیزانو (پیزا)، فعال در دهه ۱۱۷۰ و ۱۱۸۰، یک مجسمه‌ساز ایتالیایی بود، که عناصر بیزانس و کلاسیک را با هم مخلوط می‌کرد. جورجیو وصاری تحقق برج Leaning پیزا را در Vite خود به وی نسبت داد. پیسانو در پیزا متولد شد و بیشتر عمر خود را در آنجا کار کرد. در سال ۱۱۸۰، او به مونره، سیسیل، رفت و درهای کلیسای جامع را قبل از بازگشت به پیزا، جایی که درگذشت، به اتمام رساند. پیسانو در پای برج تکیه گاه، جایی که سارکوفاگ او در سال ۱۸۲۰ کشف شد، دفن شد.
بین مارس ۱۱۷۹ و مارس ۱۱۸۰، وی برنز Porta Reale از کلیسای جامع پیزا را ایجاد کرد که در آتش ۱۵۹۵ تخریب شد.

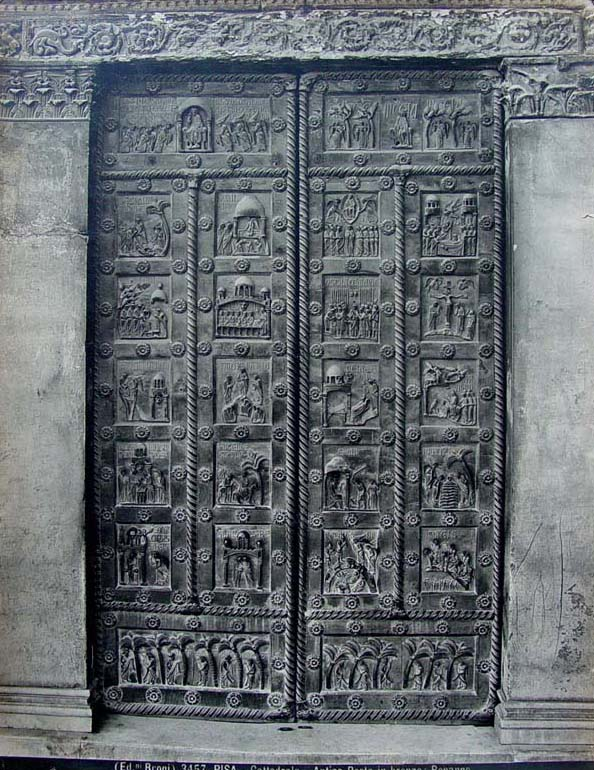
دروازه سن رانیری.

از سال ۱۱۸۶ به بعد، وی San Ranieri La را با نام مستعار Duomo ساخت و قسمتهای اصلی زندگی مسیح را به تصویر کشید. el italiano pila de pisano dfed

## دروازه کلیسای جامع مونره

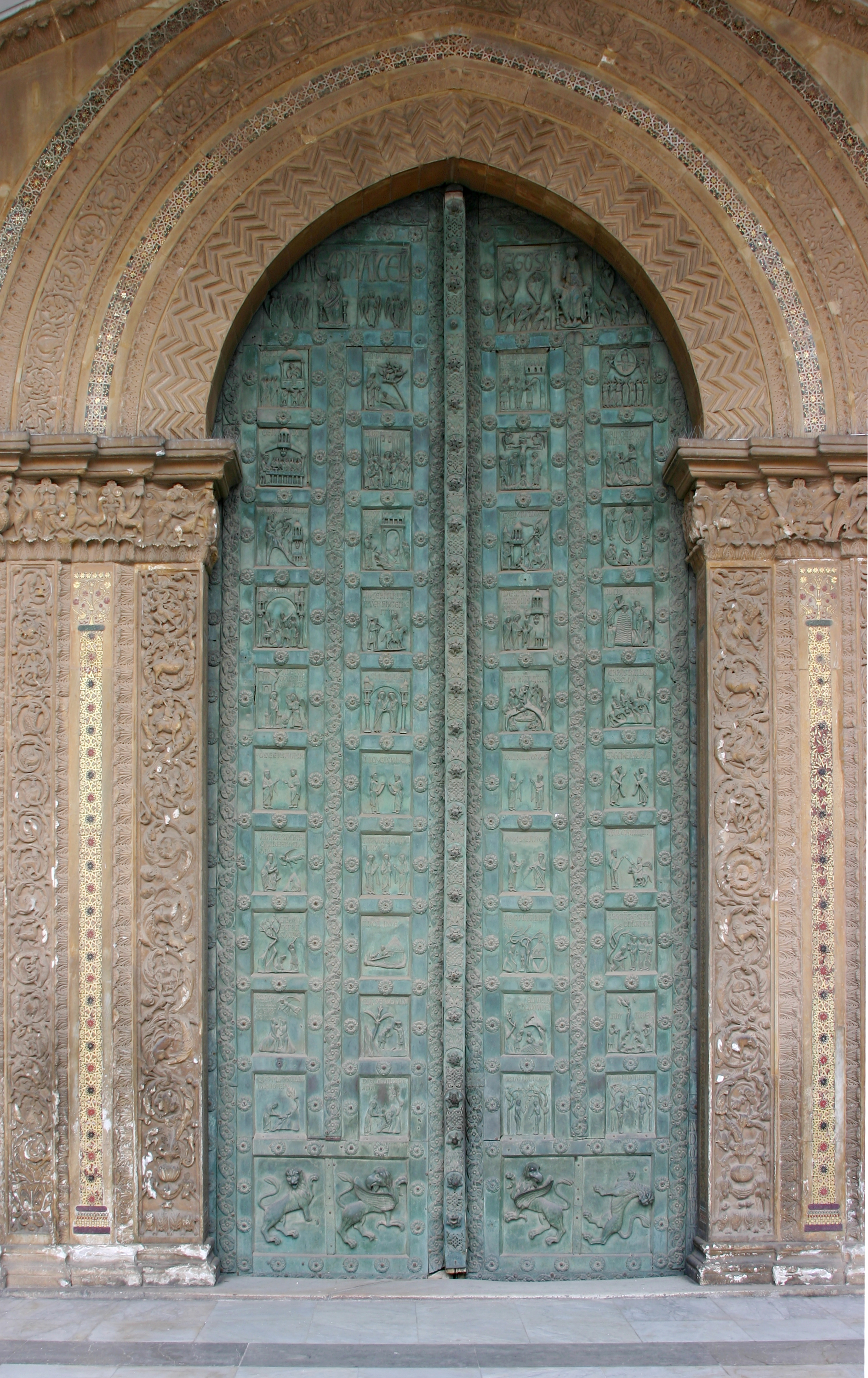
دروازه کلیسای جامع مونره

ساخته شده بین سالهای ۱۱۸۵ و ۱۱۸۶، این دروازه Bonanno civilis pisanus امضا شده‌است. این پنج صحنه از عهد عتیق در پایین، با شروع از آدم و حوا، و پنج صحنه از عهد جدید در بالا، با پایان دادن در «مسیح و مریم در جلال بهشت» به تصویر می‌کشد.

## جوزف بنانو و اجداد فرضی
رئیس مافیای ایتالیایی و آمریکایی، جوزف بنانو ادعا کرد که از نوادگان پیزانو است، اگرچه شواهد چندانی در این مورد وجود ندارد. معروف به بنانو بود که در مورد برج Leaning پیزا شوخی می‌کرد و می‌گفت «حتی آن کج هم بود».